# SMS Custoza
Le SMS Custoza, du nom de la bataille de Custoza, était un navire cuirassé unique construit pour la marine austro-hongroise dans les années 1870, le seul membre de sa classe. Il fut le premier cuirassé austro-hongrois à être construit après que la marine eut étudié les résultats de la bataille de Lissa de 1866 ; il a également été le premier bâtiment majeur à coque de fer à être construit pour la marine austro-hongroise. Il a été posé en novembre 1869, lancé en août 1872 et achevé en février 1875.
Sa carrière a été assez limitée, en partie à cause des budgets navals réduits dans les années 1870 qui ont également retardé son achèvement. Custoza était un peu plus actif dans les années 1880, participant à une démonstration navale internationale contre l'Empire ottoman en 1880, modernisé en 1882, et un voyage en Espagne pour l'Exposition universelle de Barcelone de 1888. Le navire est devenu un navire-école en 1902, a été converti en navire-caserne en 1914, et après la Première Guerre mondiale, a été décerné comme une pris de guerre à l'Italie. Custoza a été immédiatement démantelé.

## Conception

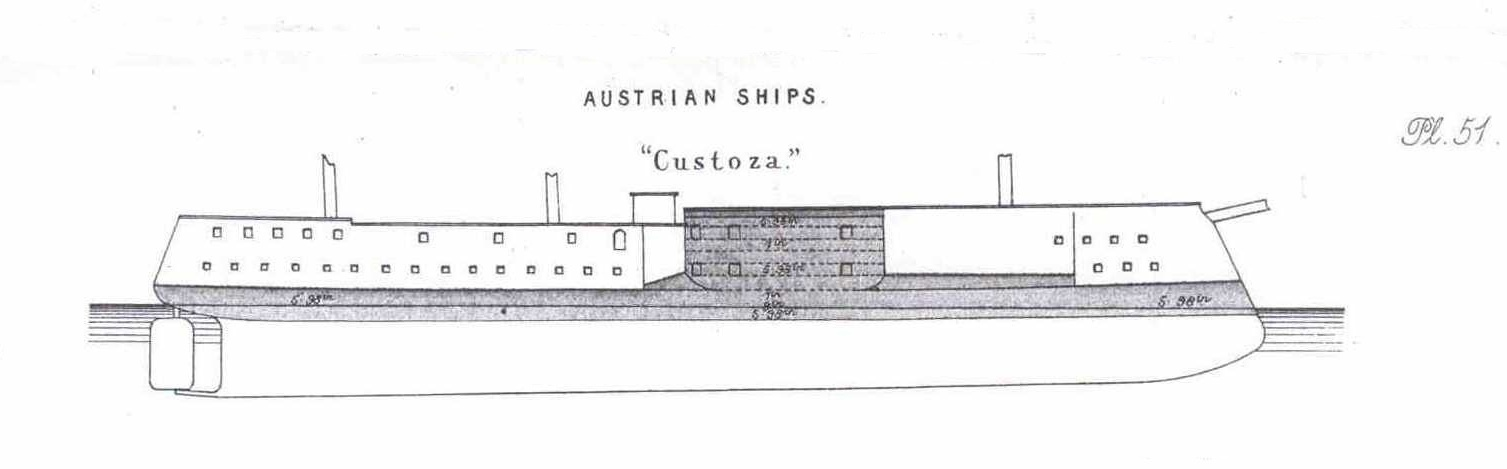
Line-dessin du Custoza

En 1869, la marine austro-hongroise a demandé à son principal concepteur naval, l'ingénieur en chef Josef von Romako (en), qui avait conçu tous les navires cuirassés antérieurs, de préparer les plans de deux nouveaux cuirassés. Le premier est devenu le Custoza , et le second est devenu Erzherzog Albrecht, ce dernier construit selon une conception légèrement plus petite en raison de pénuries budgétaires. Romako avait étudié la bataille de Lissa , combattue en 1866, et avait décidé que les nouveaux navires devraient privilégier les blindages lourds et la capacité de tir frontal pour lui permettre d'attaquer efficacement avec son bélier. Cela nécessitait des compromis sur le nombre de canons et la puissance des machines du navire ; pour compenser le transport de moins d'armes, Romako a adopté le même type de navire à batterie centrale que le navire précédent, Lissa. Contrairement au Lissa à coque en bois, cependant, la coque de Custoza serait construite avec du fer, le premier grand navire de guerre austro-hongrois avec une coque en fer. Il fut l'un des plus grands navires de casemate à être construit par n'importe quelle marine.
Custoza, avec l' Erzherzog Albrecht similaire et construit en même temps, était la base du cuirassé Tegetthoff, posé en 1876. À l'étranger, la conception de Custoza a influencé Nathaniel Barnaby, le constructeur en chef britannique, pour son HMS Alexandra. Et malgré ses défauts, notamment par rapport aux grands navires italiens, le Custoza était le meilleur navire capital de la mer Adriatique au moment de son achèvement, en raison des très longues périodes de construction de ses homologues italiens à tourelles (Duilio et Enrico Dandolo).

## Propulsion
La machinerie du navire était une machine à vapeur à deux cylindres avec huit chaudières, fournie par le chantier naval de Trieste. La puissance maximale de la machine était de 4 986 cv, ce qui donnait une vitesse de 13,95 nœuds. La réserve de charbon atteint 1 624 milles nautiques à pleine puissance. Lors de sa livraison, Custoza était gréé en trois-mâts barque avec une surface de voilure de 1 932 m2. En 1877, sa voilure est réduite en goélette.

## Armure et armement
Le cuirassé a été construit en fer avec une armure en fer forgé : dans la ligne de flottaison 227 mm au milieu du navire, se rétrécissant à 114 mm à l'avant et à l'arrière. La batterie centrale était comme sur Erzherzog Albrecht répartie sur deux ponts, et blindée jusqu'à 178 mm sur la batterie inférieure et 152 mm sur la batterie supérieure.
L'artillerie se composait de 8 pièces de canons de 260 mm de chez Krupp, divisé par quatre sur chacun des deux ponts de la casemate. Les canons moyens étaient constitués de 6 pièces de 87 mm L/24 et de deux pièces de 66 mm L/15, toutes d'Uchatius.

## Galerie

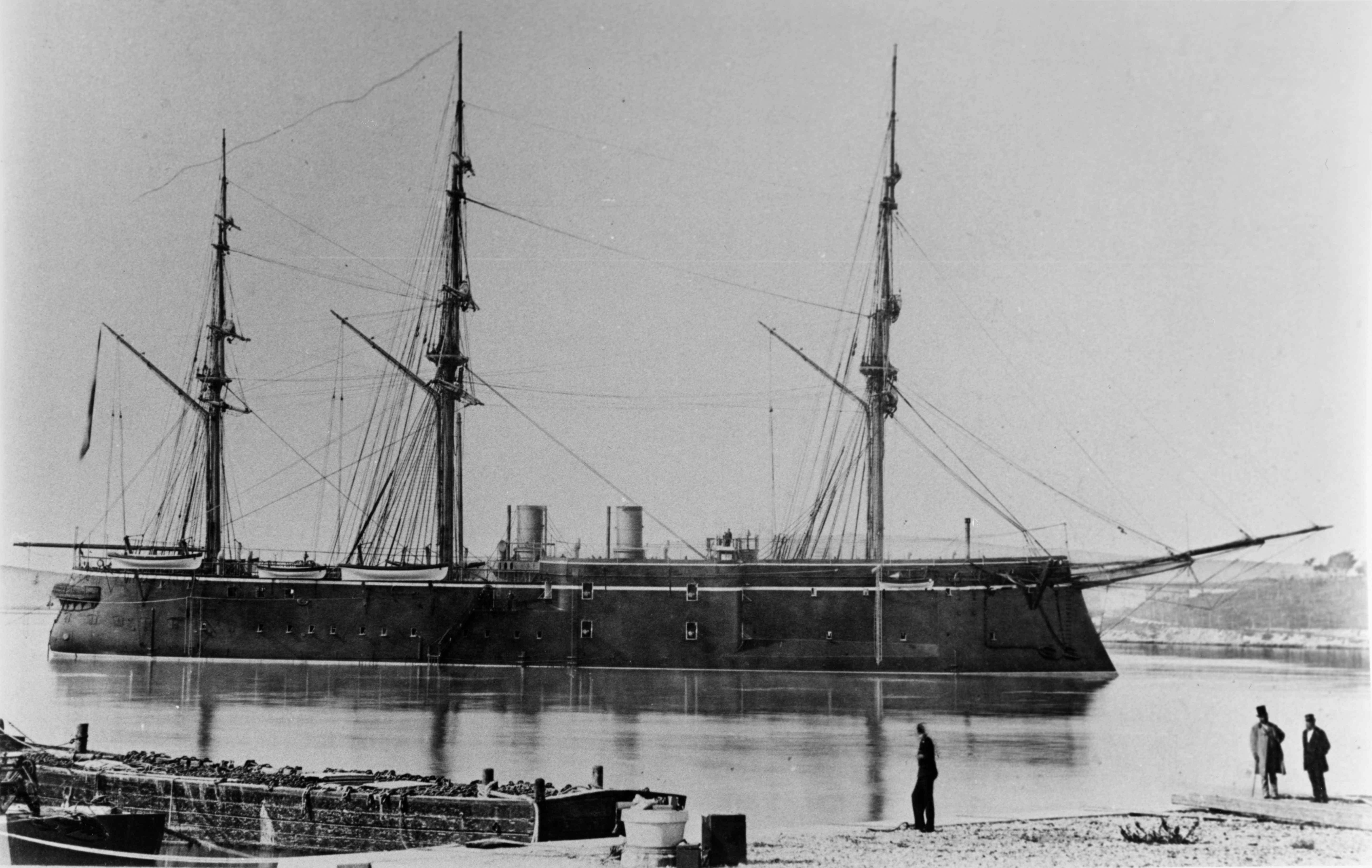
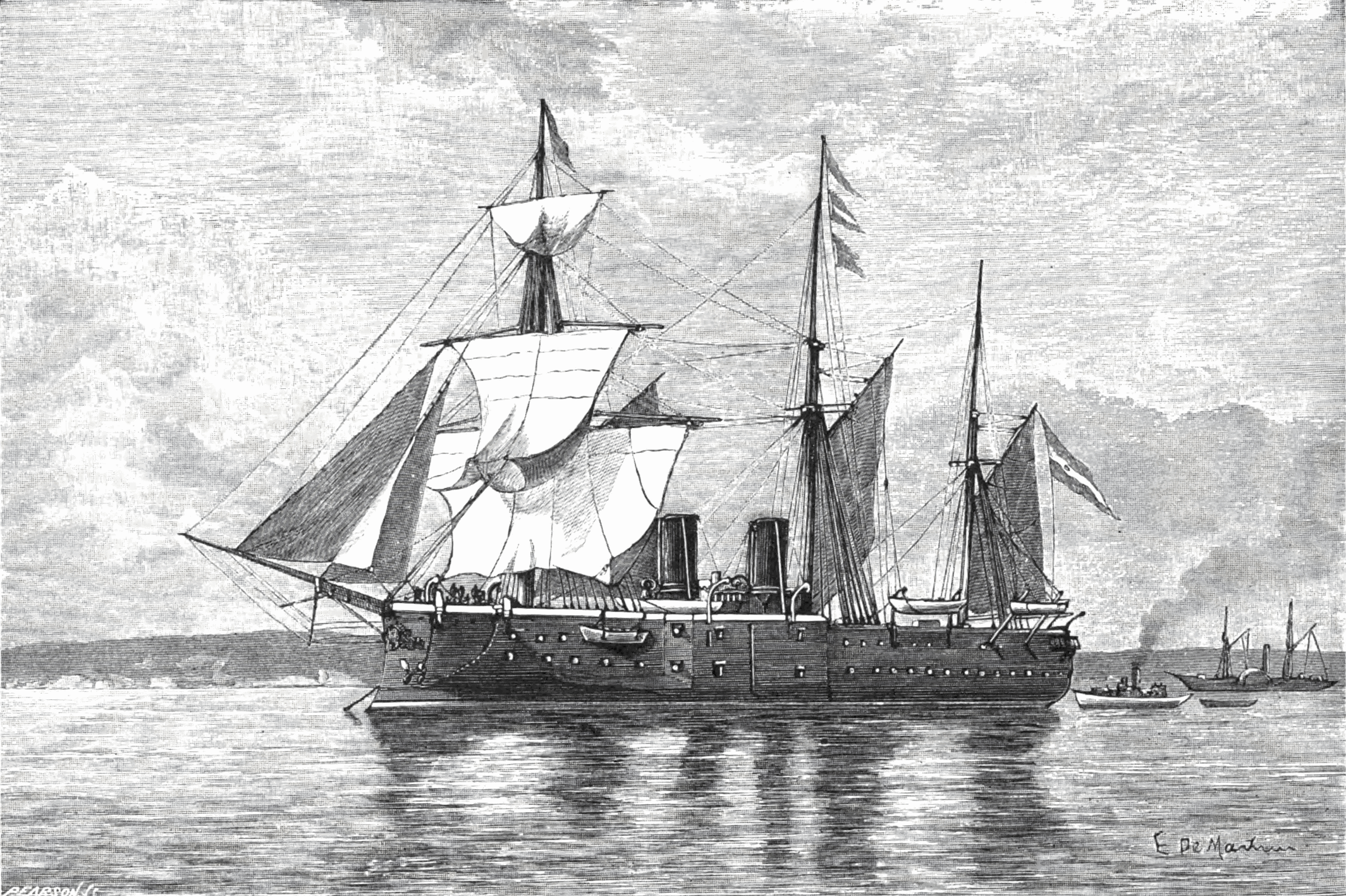